# Élections municipales de 2017 dans Le Haut-Saint-Laurent
Pour un article plus général, voir Élections municipales de 2017 en Montérégie.
Cet article concerne les élections municipales de 2017 en Montérégie dans la municipalité régionale de comté du Haut-Saint-Laurent.

## Dundee
| Candidats pour la mairie                 | Vote | %     |
| ---------------------------------------- | ---- | ----- |
| Linda Gagnon (Sortante d'un autre poste) | 102  | 60,36 |
| Jean Armstrong (Sortante)                | 57   | 33,73 |
| Richard Dufour                           | 10   | 5,92  |
| Taux de participation : 60,4 %           |      |       |

| Candidats conseiller #1  | Vote            | %               |
| ------------------------ | --------------- | --------------- |
| Raymond Lazure (Sortant) | Sans opposition | Sans opposition |

| Candidats conseiller #2 | Vote            | %               |
| ----------------------- | --------------- | --------------- |
| Marc Myre               | Sans opposition | Sans opposition |

| Candidats conseiller #3 | Vote            | %               |
| ----------------------- | --------------- | --------------- |
| Michel Dupuis           | Sans opposition | Sans opposition |

| Candidats conseiller #4     | Vote            | %               |
| --------------------------- | --------------- | --------------- |
| Justin Nieuwenhof (Sortant) | Sans opposition | Sans opposition |

| Candidats conseiller #5 | Vote            | %               |
| ----------------------- | --------------- | --------------- |
| Yves Lalonde (Sortant)  | Sans opposition | Sans opposition |

| Candidats conseiller #6  | Vote            | %               |
| ------------------------ | --------------- | --------------- |
| Kenneth Fraser (Sortant) | Sans opposition | Sans opposition |

- Kenneth Fraser, conseiller #6, quitte son poste en cours de mandat. C'est Daibhid Fraser qui termine le mandat.

## Elgin
| Candidats pour la mairie   | Vote            | %               |
| -------------------------- | --------------- | --------------- |
| Deborah Stewart (Sortante) | Sans opposition | Sans opposition |

| Candidats conseiller #1 | Vote            | %               |
| ----------------------- | --------------- | --------------- |
| Yves Beauregard         | Sans opposition | Sans opposition |

| Candidats conseiller #2 | Vote            | %               |
| ----------------------- | --------------- | --------------- |
| James Gaw (Sortant)     | Sans opposition | Sans opposition |

| Candidats conseiller #3   | Vote            | %               |
| ------------------------- | --------------- | --------------- |
| Donald Bergevin (Sortant) | Sans opposition | Sans opposition |

| Candidats conseiller #4  | Vote            | %               |
| ------------------------ | --------------- | --------------- |
| David Drummond (Sortant) | Sans opposition | Sans opposition |

| Candidats conseiller #5 | Vote | %     |
| ----------------------- | ---- | ----- |
| Markus Liebl            | 83   | 48,54 |
| Perry Moss              | 51   | 29,82 |
| Dimitrios Milonas       | 37   | 21,64 |

| Candidats conseiller #6   | Vote            | %               |
| ------------------------- | --------------- | --------------- |
| Matthew Wallace (Sortant) | Sans opposition | Sans opposition |

## Franklin
| Candidats pour la mairie                  | Vote            | %               |
| ----------------------------------------- | --------------- | --------------- |
| Douglas Brooks (Sortant d'un autre poste) | Sans opposition | Sans opposition |

| Candidats conseiller #1      | Vote            | %               |
| ---------------------------- | --------------- | --------------- |
| Marc-André Laberge (Sortant) | Sans opposition | Sans opposition |

| Candidats conseiller #2 | Vote | %     |
| ----------------------- | ---- | ----- |
| Sébastien Rémillard     | 347  | 67,38 |
| François Koury          | 168  | 32,62 |

| Candidats conseiller #3 | Vote | %     |
| ----------------------- | ---- | ----- |
| Michel Vaillancourt     | 225  | 43,69 |
| Raymond Archambault     | 152  | 29,51 |
| Sylvain Barré (Sortant) | 138  | 26,80 |

| Candidats conseiller #4   | Vote            | %               |
| ------------------------- | --------------- | --------------- |
| Vincent Meloche (Sortant) | Sans opposition | Sans opposition |

| Candidats conseiller #5 | Vote | %     |
| ----------------------- | ---- | ----- |
| Yves Métras (Sortant)   | 376  | 72,87 |
| Louis Roy               | 140  | 27,13 |

| Candidats conseiller #6  | Vote | %     |
| ------------------------ | ---- | ----- |
| James Mavré              | 307  | 60,31 |
| Albert Schinck (Sortant) | 202  | 39,69 |

- Élection partielle au poste de conseiller #6 le 4 novembre 2018[1].
  - Démission de Jean Mavré du poste de conseiller #6 en août 2018[2] à la suite de son déménagement en dehors de la municipalité[1].
  - Élection par acclamation d'Éric Payette[3]é

| Candidats conseiller #6 | Vote            | %               |
| ----------------------- | --------------- | --------------- |
| Éric Payette            | Sans opposition | Sans opposition |

## Godmanchester
| Candidats pour la mairie       | Vote | %     |
| ------------------------------ | ---- | ----- |
| Pierre Poirier (Sortant)       | 512  | 78,17 |
| Michel Ducheme                 | 143  | 21,83 |
| Taux de participation : 56,4 % |      |       |

| Candidats conseiller #1 | Vote | %     |
| ----------------------- | ---- | ----- |
| Marie Galipeau          | 321  | 50,08 |
| Hugh McColm (Sortant)   | 320  | 49,92 |

| Candidats conseiller #2 | Vote            | %               |
| ----------------------- | --------------- | --------------- |
| Peter Bulow (Sortant)   | Sans opposition | Sans opposition |

| Candidats conseiller #3 | Vote | %     |
| ----------------------- | ---- | ----- |
| Denis Vallière          | 500  | 78,25 |
| Jean Legros             | 139  | 21,75 |

| Candidats conseiller #4       | Vote            | %               |
| ----------------------------- | --------------- | --------------- |
| Jean-Maurice Daoust (Sortant) | Sans opposition | Sans opposition |

| Candidats conseiller #5  | Vote            | %               |
| ------------------------ | --------------- | --------------- |
| William Martin (Sortant) | Sans opposition | Sans opposition |

| Candidats conseiller #6      | Vote            | %               |
| ---------------------------- | --------------- | --------------- |
| Adrien Van Sundert (Sortant) | Sans opposition | Sans opposition |

- Élection partielle au poste de conseiller #6 le 29 mars 2020[4].
  - Élection partielle reportée en raison de la pandémie de COVID-19.

## Havelock
| Candidats pour la mairie  | Vote            | %               |
| ------------------------- | --------------- | --------------- |
| Denis Henderson (Sortant) | Sans opposition | Sans opposition |

| Candidats conseiller #1    | Vote            | %               |
| -------------------------- | --------------- | --------------- |
| Hélène Lavallée (Sortante) | Sans opposition | Sans opposition |

| Candidats conseiller #2        | Vote            | %               |
| ------------------------------ | --------------- | --------------- |
| Lori Sutton Carroll (Sortante) | Sans opposition | Sans opposition |

| Candidats conseiller #3 | Vote            | %               |
| ----------------------- | --------------- | --------------- |
| Greg Edwards            | Sans opposition | Sans opposition |

| Candidats conseiller #4  | Vote            | %               |
| ------------------------ | --------------- | --------------- |
| Daniel Boileau (Sortant) | Sans opposition | Sans opposition |

| Candidats conseiller #5 | Vote            | %               |
| ----------------------- | --------------- | --------------- |
| Michael Allen (Sortant) | Sans opposition | Sans opposition |

| Candidats conseiller #6  | Vote            | %               |
| ------------------------ | --------------- | --------------- |
| Dale E. Sutton (Sortant) | Sans opposition | Sans opposition |

## Hinchinbrooke
| Candidats pour la mairie      | Vote            | %               |
| ----------------------------- | --------------- | --------------- |
| Carolyn T. Cameron (Sortante) | Sans opposition | Sans opposition |

| Candidats conseiller #1    | Vote            | %               |
| -------------------------- | --------------- | --------------- |
| Elgin Macfarlane (Sortant) | Sans opposition | Sans opposition |

| Candidats conseiller #2 | Vote | %     |
| ----------------------- | ---- | ----- |
| Kirk Feeny              | 256  | 69,95 |
| Alfred Mackay           | 78   | 21,31 |
| Daniel Lemay-Gagnon     | 32   | 8,74  |

| Candidats conseiller #3 | Vote            | %               |
| ----------------------- | --------------- | --------------- |
| Carol Craig (Sortante)  | Sans opposition | Sans opposition |

| Candidats conseiller #4 | Vote            | %               |
| ----------------------- | --------------- | --------------- |
| Mark Bakos (Sortant)    | Sans opposition | Sans opposition |

| Candidats conseiller #5 | Vote            | %               |
| ----------------------- | --------------- | --------------- |
| Mark Wallace (Sortant)  | Sans opposition | Sans opposition |

| Candidats conseiller #6 | Vote            | %               |
| ----------------------- | --------------- | --------------- |
| Nadia Ricard (Sortante) | Sans opposition | Sans opposition |

- Diane L'Ecuyer remplace Carol Craig, conseillère #3, en cours de mandat.

## Howick
| Candidats pour la mairie  | Vote            | %               |
| ------------------------- | --------------- | --------------- |
| Richard Raithby (Sortant) | Sans opposition | Sans opposition |

| Candidats conseiller #1 | Vote            | %               |
| ----------------------- | --------------- | --------------- |
| Ronald Lavoie (Sortant) | Sans opposition | Sans opposition |

| Candidats conseiller #2 | Vote            | %               |
| ----------------------- | --------------- | --------------- |
| Réjean Chenail          | Sans opposition | Sans opposition |

| Candidats conseiller #3       | Vote            | %               |
| ----------------------------- | --------------- | --------------- |
| Jean-Denis Billette (Sortant) | Sans opposition | Sans opposition |

| Candidats conseiller #4  | Vote            | %               |
| ------------------------ | --------------- | --------------- |
| Danny McArthur (Sortant) | Sans opposition | Sans opposition |

| Candidats conseiller #5    | Vote            | %               |
| -------------------------- | --------------- | --------------- |
| Louise Cholette (Sortante) | Sans opposition | Sans opposition |

| Candidats conseiller #6 | Vote            | %               |
| ----------------------- | --------------- | --------------- |
| Ryan Bulmer (Sortant)   | Sans opposition | Sans opposition |

- Départ de Réjean Chenail, conseiller #2, en cours de mandat.

## Huntingdon
| Candidats pour la mairie                    | Vote | %     |
| ------------------------------------------- | ---- | ----- |
| André Brunette (Sortant)                    | 647  | 67,54 |
| Marielle Duhème (Sortante d'un autre poste) | 234  | 24,43 |
| Guy-Anne Lefebvre                           | 77   | 8,04  |
| Taux de participation : 48,1 %              |      |       |

| Candidats district Sud-1 (1) | Vote | %     |
| ---------------------------- | ---- | ----- |
| Denis St-Cyr (Sortant)       | 125  | 61,27 |
| Gisèle Leboeuf               | 79   | 38,73 |

| Candidats district Sud-2 (2) | Vote | %     |
| ---------------------------- | ---- | ----- |
| Andrea Geary                 | 81   | 39,71 |
| Nadia Debbabi                | 65   | 31,86 |
| Gordon Duke                  | 58   | 28,43 |

| Candidats district Ouest-3 (3) | Vote | %     |
| ------------------------------ | ---- | ----- |
| Dominic Tremblay               | 259  | 60,66 |
| Francine Lalonde               | 168  | 39,34 |

| Candidats district Ouest-4 (4) | Vote | %     |
| ------------------------------ | ---- | ----- |
| Florent Ricard (Sortant)       | 211  | 50,12 |
| Jessica Laberge                | 210  | 49,88 |

| Candidats district Est-5 (5) | Vote | %     |
| ---------------------------- | ---- | ----- |
| Maurice Brossoit             | 154  | 50,33 |
| Karine Jacques               | 107  | 34,97 |
| Sylvie Painchaud             | 45   | 14,71 |

| Candidats district Est-6 (6) | Vote | %     |
| ---------------------------- | ---- | ----- |
| Rémi Robidoux (Sortant)      | 236  | 75,88 |
| Gisèle Cartier               | 75   | 21,13 |

## Ormstown
| Candidats pour la mairie       | Vote | %     |
| ------------------------------ | ---- | ----- |
| Jacques Lapierre               | 709  | 55,48 |
| Chrystian Soucy                | 569  | 44,52 |
| Taux de participation : 45,1 % |      |       |

| Candidats conseiller #1 | Vote | %     |
| ----------------------- | ---- | ----- |
| Kenneth Dolphin         | 634  | 50,24 |
| Chantal Lacombe         | 628  | 49,76 |

| Candidats conseiller #2     | Vote | %     |
| --------------------------- | ---- | ----- |
| Jacques Guilbault (Sortant) | 744  | 58,54 |
| Diane Leclair               | 527  | 41,46 |

| Candidats conseiller #3 | Vote | %     |
| ----------------------- | ---- | ----- |
| Stephen Ovans (Sortant) | 902  | 72,75 |
| Kenneth O'Farrell       | 241  | 27,43 |

| Candidats conseiller #4   | Vote | %     |
| ------------------------- | ---- | ----- |
| Michelle Greig (Sortante) | 657  | 52,48 |
| Pierre Bohemen            | 595  | 47,52 |

| Candidats conseiller #5 | Vote | %     |
| ----------------------- | ---- | ----- |
| Thomas Vandor           | 851  | 66,80 |
| Kimberley Barrington    | 423  | 33,20 |

| Candidats conseiller #6  | Vote | %     |
| ------------------------ | ---- | ----- |
| Chantale Laroche         | 680  | 53,93 |
| Jonathan Allen (Sortant) | 581  | 46,07 |

- Démission de Thomas Vandor, conseiller #5, le 7 octobre 2020[5].

## Saint-Anicet
| Candidats pour la mairie                  | Vote | %     |
| ----------------------------------------- | ---- | ----- |
| Gino Moretti                              | 534  | 39,06 |
| André Picard (Sortant d'un autre poste)   | 494  | 36,14 |
| Alain Fournier (Sortant d'un autre poste) | 339  | 24,80 |
| Taux de participation : N/A %             |      |       |

| Candidats conseiller #1    | Vote | %     |
| -------------------------- | ---- | ----- |
| Ginette Caza               | 168  | 60,00 |
| Marius Trépanier (Sortant) | 112  | 40,00 |

| Candidats conseiller #2                       | Vote | %     |
| --------------------------------------------- | ---- | ----- |
| Heather L'Heureux (Sortante d'un autre poste) | 161  | 55,90 |
| Jean Roblain (Sortant)                        | 127  | 44,10 |

| Candidats conseiller #3 | Vote | %     |
| ----------------------- | ---- | ----- |
| Roger Carignan          | 120  | 74,53 |
| Éric Tetreault          | 41   | 25,47 |

| Candidats conseiller #4 | Vote | %     |
| ----------------------- | ---- | ----- |
| Sylvie Tourangeau       | 86   | 51,19 |
| Joseph Kovacic          | 82   | 48,81 |

| Candidats conseiller #5 | Vote | %     |
| ----------------------- | ---- | ----- |
| François Boileau        | 103  | 62,80 |
| Denise St-Germain       | 61   | 37,20 |

| Candidats conseiller #6                   | Vote | %     |
| ----------------------------------------- | ---- | ----- |
| Johanne Leduc (Sortante d'un autre poste) | 116  | 39,73 |
| Lyse Garand                               | 91   | 31,16 |
| Roxane Myre                               | 85   | 29,11 |

## Saint-Chrysostome
| Candidats pour la mairie       | Vote | %     |
| ------------------------------ | ---- | ----- |
| Gilles Dagenais (Sortant)      | 974  | 75,56 |
| Michel Labonté                 | 315  | 24,44 |
| Taux de participation : 62,7 % |      |       |

| Candidats district #1      | Vote | %     |
| -------------------------- | ---- | ----- |
| Colette Jacquet (Sortante) | 103  | 52,55 |
| Michel Taillefer           | 93   | 47,45 |

| Candidats district #2 | Vote | %     |
| --------------------- | ---- | ----- |
| Marc Roy (Sortant)    | 107  | 54,59 |
| Jean-Luc Payant       | 69   | 45,41 |

| Candidats district #3   | Vote            | %               |
| ----------------------- | --------------- | --------------- |
| Steve Laberge (Sortant) | Sans opposition | Sans opposition |

| Candidats conseiller #4 | Vote | %     |
| ----------------------- | ---- | ----- |
| Richard Pommainville    | 183  | 69,32 |
| Jocelyn Thibeault       | 43   | 16,29 |
| Romain Bourdon          | 38   | 14,39 |

| Candidats district #5      | Vote | %     |
| -------------------------- | ---- | ----- |
| Mélissa St-Jean (Sortante) | 138  | 50,55 |
| Alain Dupas                | 135  | 49,45 |

| Candidats district #6     | Vote | %     |
| ------------------------- | ---- | ----- |
| Mario Henderson           | 113  | 51,60 |
| Philippe Martin (Sortant) | 106  | 48,40 |

- Élection partielle au poste de Richard Pommainville, conseiller #4, vers la fin 2018[6].
- Richard Beaudin devient conseiller #4 entre le 4 février 2019 et le 4 mars 2019[7].

## Sainte-Barbe
| Candidats pour la mairie                 | Vote | %     |
| ---------------------------------------- | ---- | ----- |
| Louise Lebrun (Sortante)                 | 469  | 63,46 |
| Denis Poitras (Sortant d'un autre poste) | 270  | 36,54 |
| Taux de participation : 58,3 %           |      |       |

| Candidats conseiller #1 | Vote            | %               |
| ----------------------- | --------------- | --------------- |
| Robert Chrétien         | Sans opposition | Sans opposition |

| Candidats conseiller #2 | Vote            | %               |
| ----------------------- | --------------- | --------------- |
| Marilou Carrier         | Sans opposition | Sans opposition |

| Candidats conseiller #3  | Vote            | %               |
| ------------------------ | --------------- | --------------- |
| Nicole Poirier (Sortant) | Sans opposition | Sans opposition |

| Candidats conseiller #4  | Vote            | %               |
| ------------------------ | --------------- | --------------- |
| Louise Boutin (Sortante) | Sans opposition | Sans opposition |

| Candidats conseiller #5 | Vote            | %               |
| ----------------------- | --------------- | --------------- |
| Roland Czech (Sortant)  | Sans opposition | Sans opposition |

| Candidats conseiller #6 | Vote | %     |
| ----------------------- | ---- | ----- |
| Philippe Daoust         | 392  | 53,99 |
| Carole Hébert           | 334  | 46,01 |

- Démission du conseiller #6, Philippe Daoust, en novembre 2020[8].

## Très-Saint-Sacrement
| Candidats pour la mairie                 | Vote            | %               |
| ---------------------------------------- | --------------- | --------------- |
| Agnes McKell (Sortante d'un autre poste) | Sans opposition | Sans opposition |

| Candidats conseiller #1  | Vote            | %               |
| ------------------------ | --------------- | --------------- |
| Danny Anderson (Sortant) | Sans opposition | Sans opposition |

| Candidats conseiller #2 | Vote            | %               |
| ----------------------- | --------------- | --------------- |
| Karine Poirier          | Sans opposition | Sans opposition |

| Candidats conseiller #3 | Vote            | %               |
| ----------------------- | --------------- | --------------- |
| Guy Bergevin            | Sans opposition | Sans opposition |

| Candidats conseiller #4 | Vote            | %               |
| ----------------------- | --------------- | --------------- |
| Jonathan Craig          | Sans opposition | Sans opposition |

| Candidats conseiller #5   | Vote            | %               |
| ------------------------- | --------------- | --------------- |
| James Templeton (Sortant) | Sans opposition | Sans opposition |

| Candidats conseiller #6  | Vote            | %               |
| ------------------------ | --------------- | --------------- |
| Pascal Laramée (Sortant) | Sans opposition | Sans opposition |